# Chaetodon declivis
Chaetodon declivis là một loài cá biển thuộc chi Cá bướm (phân chi Roaops) trong họ Cá bướm. Loài này được mô tả lần đầu tiên vào năm 1975.

## Từ nguyên
Tính từ định danh declivis trong tiếng Latinh mang nghĩa là "xiên, dốc", hàm ý đề cập đến hai vùng màu trên cơ thể được ngăn cách bởi một đường chéo từ lưng trước xuống phía dưới thân sau ở loài cá này.

## Phạm vi phân bố và môi trường sống
Theo FishBase, C. declivis được chia thành hai phân loài với các danh pháp là:
- Chaetodon declivis declivis tại quần đảo Marquises (Polynésie thuộc Pháp).
- Chaetodon declivis wilderi tại quần đảo Line, và có lẽ là cả quần đảo Phoenix ở phía tây.[1]

C. declivis sống tập trung trên các rạn san hô viền bờ có nền đáy cát, được tìm thấy ở độ sâu khoảng 20–80 m. Theo các hải lưu, nhiều cá thể C. declivis lang thang đã được nhìn thấy tại Kwajalein (quần đảo Marshall) và Tarawa (quần đảo Gilbert).

## Mô tả
C. declivis có chiều dài cơ thể lớn nhất được ghi nhận là 12 cm. Loài này có hai màu, được ngăn cách bởi một đường chéo từ lưng trước xuống phía dưới thân sau: vùng thân trên có màu vàng, "nhòe bẩn" các vệt nâu; vùng thân dưới chiếm phần lớn hơn, có màu trắng nhiều chấm đen. Đầu có một vệt vàng từ gáy băng dọc qua mắt. Vây lưng, một phần sau của vây hậu môn và vây đuôi có màu vàng. Vây bụng trắng hoặc vàng.
Vệt nâu rất sẫm và gần như phủ toàn bộ vùng thân vàng ở phân loài C. d. wilderi, trong khi vệt nâu không "dày đặc" và nhạt hơn ở C. d. declivis.

## Phân loại học
Vệt vàng ở phía sau của vây hậu môn giúp phân biệt C. declivis với Chaetodon tinkeri, một loài đặc hữu của quần đảo Hawaii nhưng vùng thân trên sọc chéo có màu đen hoàn toàn. Chaetodon flavocoronatus cũng có kiểu hình hai màu tương tự C. declivis và C. tinkeri nhưng C. flavocoronatus có thêm vệt vàng trên đỉnh đầu giúp phân biệt với C. tinkeri.

## Sinh thái học
Thức ăn của C. declivis có thể là các loài thủy sinh không xương sống nhỏ.

## Lai tạp
Những cá thể mang kiểu màu trung gian giữa C. declivis với Chaetodon burgessi đã được bắt gặp tại khu vực Micronesia. C. flavocoronatus được cho là con lai giữa hai loài này. Những cá thể lai này có thể tạp giao giữa nhau cũng như lai ngược dòng trở lại với loài bố mẹ của chúng tạo ra các biến dị tổ hợp kiểu hình khác nhau.

## Thương mại
Trong khoảng năm 2001–2006, C. declivis thường được thu thập để xuất khẩu trong ngành kinh doanh cá cảnh, nhưng đã giảm đáng kể trong những năm sau đó.